# فرقعاوات اللوز
فرقعاوات اللوز (الاسم العلمي: Elaterinae)، فُصيلة حشرات من غمديات الأجنحة وفصيلة الدودة السلكية، تحتوي على 12 قبيلة مُنتشرة في جميع أنحاء العالم.